# Господарев зет (ТВ филм)
„Господарев зет” је југословенски ТВ филм из 1978. године. Режирао га је Драгослав Лазић а сценарио су написали Илија М. Петровић и Дејан Пенчић Пољански.

## Улоге
| Глумац           | Улога |
| ---------------- | ----- |
| Радош Бајић      |       |
| Адем Чејван      |       |
| Ђорђе Јелисић    |       |
| Јован Милићевић  |       |
| Васа Пантелић    |       |
| Снежана Савић    |       |
| Боро Стјепановић |       |
| Мира Ступица     |       |
| Љуба Тадић       |       |
| Бора Тодоровић   |       |
| Марко Тодоровић  |       |